# Нетурей карта
Нетурей карта (на арамейски: נְטוּרֵי קַרְתָּא; буквално „стражи на града“) е еврейска религиозна група.
Основана е през 1938 година в Йерусалим от отцепници от харедистката организация Съюз на Израел.
Организацията се противопоставя на ционизма и призовава за премахването на държавата Израел, тъй като вярва, че е забранено на евреите да имат своя държава преди идването на Месията.